# デイル&グレイス
デイル&グレイス（Dale & Grace）は、1960年代に活動したアメリカ合衆国のスワンプ・ポップのヴォーカル・デュオである。1963年リリースのドン&デューイのカバー曲「I’m Leaving It Up To You」（邦題：さよならデート）のヒットで知られる。

## 来歴
デイル・ヒューストン（Dale Houston、1940年4月23日 - 2007年9月27日）とグレイス・ブルッサード（Grace Broussard 、1939年2月5日 - ）は1963年に初めてデュオとしてレコーディングを行ない、1965年まで活動を共にした。デビュー曲「I’m Leaving It Up To You」は1963年にビルボード・ポップ・チャートの1位を記録し、ゴールド・ディスクに認定された。他「Stop And Think It Over」は1964年に同8位、「The Loneliest Night」は同じく1964年に85位を記録している。

### デュオ結成以前
デイル・ヒューストンは、父クロード、母エッシーの子としてミシシッピ州コヴィントン郡の小さな町、セミナリーに生まれた。出生名は、ロバート・デイル・ヒューストンである。彼は、自宅台所のテーブル上で助産師によって取り上げられた。彼の生後、ヒューストン家はコヴィントン郡の郡庁所在地のコリンズに引っ越し、父クロードはそこでキリスト教の牧師となった。ヒューストンは6年生のときピアノのレッスンを受け始めたものの、家族は貧しかったため3ヶ月後にはそれを止め、以後彼は教会で楽器を弾いて歌い独学で学んだ。
1959年、彼はジェイ・ミラーのロッコ（Rocko）・レコードよりシングル「Won't You Believe Me」/「Big Time Operator」でレコード・デビューする。翌年には同レーベルより2枚目のシングル「Lonely Man」/「(Big Bad) City Police」をリリースし、「Lonely Man」は短期間ながらトップ100に食い込む小ヒットとなっている。この年、バトンルージュのレコード・レーベル経営者で音楽プロデューサーのサム・モンテル（サム・モンタルバーノ）がデイルのパフォーマンスを地元のバーで聴いて才能を感じ、彼をモンテル・レコード専属のソングライターとして迎え入れた。
グレイス・ブルッサードは、デイルの1つ年上で、1939年にバトンルージュの近郊南に位置するプレイリーヴィルに生まれている。兄はスワンプ・ポップの知られたシンガー、ヴァン・ブルッサードで、彼女は16歳の頃から兄と歌手活動を行なっていた。1960年、兄とのデュオ、ヴァン&グレイス名義でのシングル「Feel So Good」/「Young Girls」をモンテル・レコードからリリースした。

### デュオの結成
1963年時点で、デイルはミシシッピ州 ナチェズの西側の町、ルイジアナ州フェリデイのバーで活動をしていた。この頃モンテルは、デイルに対し、グレイスと組んで活動することを提案。両者とも彼のレーベル、モンテル・レコード所属であり、数年の活動実績があった。
彼らは顔を合わせ、モンテルの自宅のピアノで4時間に渡り練習をした。デイルが「I’m Leaving It Up To You」をプレイし出すと、隣の部屋で寝ていたモンテルは飛び起き「もう一度やってくれ！これはヒットするぞ！」と叫んだという。この曲は間もなくレコーディングされ、モンテルの所有するもう一つのレーベル、ミッシェル・レコードから地元でリリースした。フレッド・ブロンソンの「ビルボード・ブック・オヴ・ナンバー・ワン・ヒッツ」によると、この曲はヒューストンのトップ40ラジオ局KNUZで人気に火が付き、局所属7名のDJの全会一致で彼らの選ぶ「その週のヒット」に選ばれている。モンテルはバイオリンの編曲を変更したいと考えたが、KNUZのDJに変更しないよう説得された。このシングルは、全米においてはプロデューサーのヒューイ・モーによる交渉の末、フィラデルフィアのジェイミー/ガイデン・レコードによってモンテル・レコードの921番として配給となった。
ヒットになるとのモンテルの予想は的中し、「I'm Leaving It Up To You」はポップ・チャートの1位となり、2週続けてその位置を保った。デイル&グレイスは、別のルイジアナ州出身のシンガー、ジェイ・シェヴァリエと共にツアーに出ている。この曲はビルボードのアダルト・コンテンポラリー・チャートでも1位となった。
デイル&グレイスは1964年8月にディック・クラークのアメリカン・バンドスタンドにも出演した。1963年の秋には、デイル&グレイスはクラークの企画するキャラヴァン・オヴ・スターズのツアーに出ている。これに参加した他のアーティストにはブライアン・ハイランド、ボビー・ヴィーらがいた。
1964年、彼らはデビュー・アルバム『I'm Leaving It Up To You and 11 Other Hit Songs』をリリースした。

### 解散
ビートルズをはじめとするブリティッシュ・インヴェイジョンと共に彼らの勢いは失われ、またグレイスがツアーでホームシックになってしまったこと、デイルが重篤な病気となり入院したことなど、両者の個人的な問題も重なり、デュオは1965年に解散した。その後グレイスは兄ヴァンとの活動に戻っている。グレイスは1967年には、"リトル"・グレイス・リトルの名義でシングル「You’ll Hurt Me (All Over Again)」/「Paper Backs And Blues」(Abbee)をリリースしている。
一方、デイルは別のパートナー、コニー・サテンフィールドと組み新たな「デイル&グレイス」として活動を開始。一方、グレイスも兄とのデュオをデイル&グレイスと名乗り、活動した。
両者の関係は険悪になってしまったが、解散から20年後にデイルの妻パトリシアの仲介により、デイル&グレイスは一時的に復活し、暫くの間活動をした。

### デイルの死
デイルは2007年9月27日、心不全のためミシシッピ州ハッティズバーグのウェズリー・メディカル・センターにて死去した。67歳であった。彼の葬儀では友人のトロイ・ションデルが音楽パフォーマンスを行なった。彼はミシシッピ州コリンズのスマーナ墓地に埋葬された。

### 受賞
2007年4月7日、デイル&グレイスはルイジアナ州フェリデイのデルタ・ミュージック・ミュージアムの殿堂に加えられた。2007年10月27日には、ルイジアナ・ミュージックの殿堂入りをしている。この式典では当初デイル&グレイスが再結成して特別パフォーマンスを行なう予定であったが、その1ヶ月前の9月27日、デイル・ヒューストンは腹痛を訴えて入院し、その日死去した。式典ではグレイス・ブルッサードがトロイ・ションデルとデュエットで「I'm Leaving It Up To You」を披露した。
この他デイル&グレイスは1997年にルイジアナ殿堂に、1998年には湾岸殿堂に迎えられている。

## ディスコグラフィー

### アルバム
- 1964年『I'm Leaving It Up To You And 11 Other Hit Songs』(Montel)

### シングル
- 1963年「I'm Leaving It Up To You」/「That's What I Like About You」(Michelle/Montel 921)
- 1963年「Teenage Love」/「Bye Bye Love」(London 3130)
- 1964年「Stop And Think It Over」/「Bad Luck」(Michelle/Montel 922)
- 1964年「The Loneliest Night」/「I’m Not Free」(Michelle/Montel 928)
- 1964年「Darling It's Wonderful」/「What's Happening to Me」(Michelle/Montel 930)
- 1964年「The Tip Of My Fingers」/「Double Shot Of My Baby's Love」/「Happy Happy Birthday」/「Love Is Strange」(London RE.1429)
- 1965年「Cool Water」/「Rules Of Love」(Michelle/Montel 936)
- 1965年「What Am I Living For」/「Something Special」(Michelle/Montel 942)